# Samla alla fem
Samla alla fem är ett musikalbum av a cappella-gruppen Viba Femba och är från 2002. På skivan gör de versioner av kända låtar som "En slump" och en svensk version av Bob Dylans "Tombstone Blues" men som här heter "Snorbloos". Även gör de versioner av Ted Gärdestads "För kärlekens skull" och James Browns "I Got You (I Feel Good)".

## Låtlista
1. "En slump" (Musik: Richard Rodgers – svensk text: Tage Danielsson) – 4:30
  - Originaltitel: "Bewitched, Bothered and Bewildered"
2. "Andas lugnt" (Erik Lindman) – 4:03
  - Solo: Erik Lindman
3. "Klass mot klass" (Text: Henrik Ekman – musik: Henrik Ekman, Martin Igelström) – 3:28
  - Solo: Henrik Ekman
4. "En öde strand" (Gunnar Axelson-Fisk) – 2:51
  - Solo: Gunnar Axelson-Fisk
5. "Blinkar blå" (Tomas Adolphson, Anders Falk) – 4:11
  - Solo: Henrik Ekman
6. "För kärlekens skull" (Text: Kenneth Gärdestad – musik: Ted Gärdestad) – 3:25
  - Solo: Gunnar Axelson-Fisk
7. "Hon tar min hand" (Musik: Andy Sturmer – svensk text: Peter Boivie) – 3:43
  - Originaltitel: "Bye, Bye, Bye"
  - Solo: Peter Boivie
8. "Raklång sång" (Staffan Lindberg) – 4:01
  - Solo: Staffan Lindberg
9. "Snorbloos" (Musik: Bob Dylan – svensk text: Stig Vig) – 3:21
  - Originaltitel: "Tombstone Blues"
  - Solo: Peter Boivie
10. "Ur pianokonsert nr 3" (Sergej Rachmaninov) – 1:16
11. "Ingen linjal" (Staffan Lindberg) – 5:46
  - Solo: Staffan Lindberg
12. "Pigor och drängar" (Ulf Lundell) – 3:39
  - Solo: Erik Lindman
13. "Klädpoker med Satan" (Gunnar Axelson-Fisk) – 3:39
  - Solo: Gunnar Axelson-Fisk
14. "I Got You (I Feel Good)" (James Brown) – 2:32
  - Solo: Erik Lindman

- Arrangemang:
- Staffan Lindberg (1, 2, 9, 12, 13)
- Peter Boivie (7, 10)
- Henrik Ekman (14)
- Tomas Bergquist (6)
- Henrik Ekman & Martin Igelström (5)

## Medverkande
- Viba Femba:
  - Erik Lindman
  - Henrik Ekman
  - Gunnar Axelson-Fisk — munspel (11)
  - Staffan Lindberg
  - Peter Boivie
- Tomas Lindberg — bas (3
- Staffan Sjögren — mandolin (7)
- Bengan Janson — dragspel (7)
- Lars-Erik Lidström — klarinett (7)
- Fredric Österlund — trummor (7, 14), slagverk (9, 11)
- Torbjörn Fall — gitarr (8, 11)
- Lars Almqvist — trumpet (13)
- Jan Levander — altsaxofon (13)
- Mikael Råberg — trombon (13)
- Per Sjöberg — tuba (13)
- Johan Schinkler — bas (14)